# Мирза Гийас-бек
Мирза Гийас Бек (урду مرزاييا ب بيگ‎), позднее также стал известен под титулом Итимад-Уд-Даула (урду اعتماد الدولہ کا مقبرہ‎)
(? — 1622) — крупный могольский аристократ и государственный деятель, великий визирь и тесть могольского императора Джахангира (1611—1622), его дети и внуки были женами, матерями и военачальниками императоров Великих Моголов.

## Семья
Гийас-бек был уроженцем Тегерана и младшим сыном Хваджеха Мухаммад-Шарифа, поэта и визиря Мухаммад-Хана Теккелу и его сына Татар-Султана, который был губернатором провинции Хорасан. Мухаммад-Шариф поступил на службу к шаху Тахмаспу I (1524—1576), где он в начале служил визирем Йезда, Абаркуха и Биябанака в течение 7 лет. Впоследствии он был назначен визирем Исфахана и скончался там в 1576 году. Старший брат Гияса бега, Мухаммед-Тахер Васли, был ученым человеком, который сочинял стихи под псевдонимом Васли.

## Иммиграция в Индию
После смерти отца Гийас-бек и его семья впали в немилость. Надеясь улучшить благосостояние своей семьи, Гияс-бек решил переехать из Персии в Индию, ко двору могольского императора Акбара . По дороге семья была атакована грабителями, которые забрали у них оставшиеся скудные пожитки.
Оставшись только с двумя мулами, Гийас-бек, его беременная жена и трое их детей (Мухаммед-Шариф, Асаф-Хан и дочь Сахлия) были вынуждены по очереди ездить верхом на спинах животных для конца их путешествия. Когда семья прибыла в Кандагар, Асмат Бегам родила ему вторую дочь. Семья была настолько бедной, что они боялись, что не смогут позаботиться о новорожденном ребенке. К счастью, семья была взята в караван богатого купца Малика Масуда, который позже помог Гийас-беку устроиться на службу при дворе императора Акбара. Полагая, что ребенок ознаменовал собой перемену в судьбе семьи, дочь была названа Мехр-ун-нисой, что означает «Солнце среди женщин» . Гияс-бек был не первым членом его семьи, переехавшим в Индию — его двоюродный брат Асаф-Хан Джафар Бек и дядя Асмат Бегум Мирза Гиясуддин Али Асаф-Хан, служили в провинциальных отрядах Акбара.

## Служба в Империи Великих Моголов
Позже Мирза Гийас-бек был назначен диваном (казначеем) провинции Кабул. Благодаря своим проницательным навыкам ведения бизнеса он быстро поднялся по служебной лестнице до высших административных чинов. За свою работу он был удостоен императором звания «Итимад-Уд-Даула» («Столп государства»). В результате своей работы и продвижения по службе, Гийас-Бек смог гарантировать, что Мехр-ун-ниса (будущая Нур-Джахан) будет иметь самое лучшее по тем временам образование. Она хорошо разбиралась в арабском и персидском языках, в искусстве, литературе, музыке и танцах.
Дочь Гийас-бека Мехр-ун-ниса (Нур-Джахан) (1577—1645) вышла замуж за старшего сына и наследника Акбара, Джахангира, в 1611 году, а его сын Абдул-Хасан Асаф-Хан служил военачальником при императоре Джахангире.
Гийас-бек был также дедом Мумтаз-Махал (1593—1631), первоначально названный Арджуманд Бану, дочери Абдул-Хасан Асаф-Хана, жены императора Шах-Джахана, ответственного за строительство Тадж-Махала. В 1627 году после смерти Джахангира на императорский престол вступил его третий сын Шах-Джахан. Абдул-Хасан стал одним из ближайших советников Шах-Джахана. Шах-Джахан был женат на дочери Абдул-Хасана Арджуманд Бану Бегум, Мумтаз-Махал, которая была матерью его четырех сыновей, включая его преемника Аурангзеба. Шах-Джахан построил знаменитый мавзолей Тадж-Махал.

## Смерть и погребение

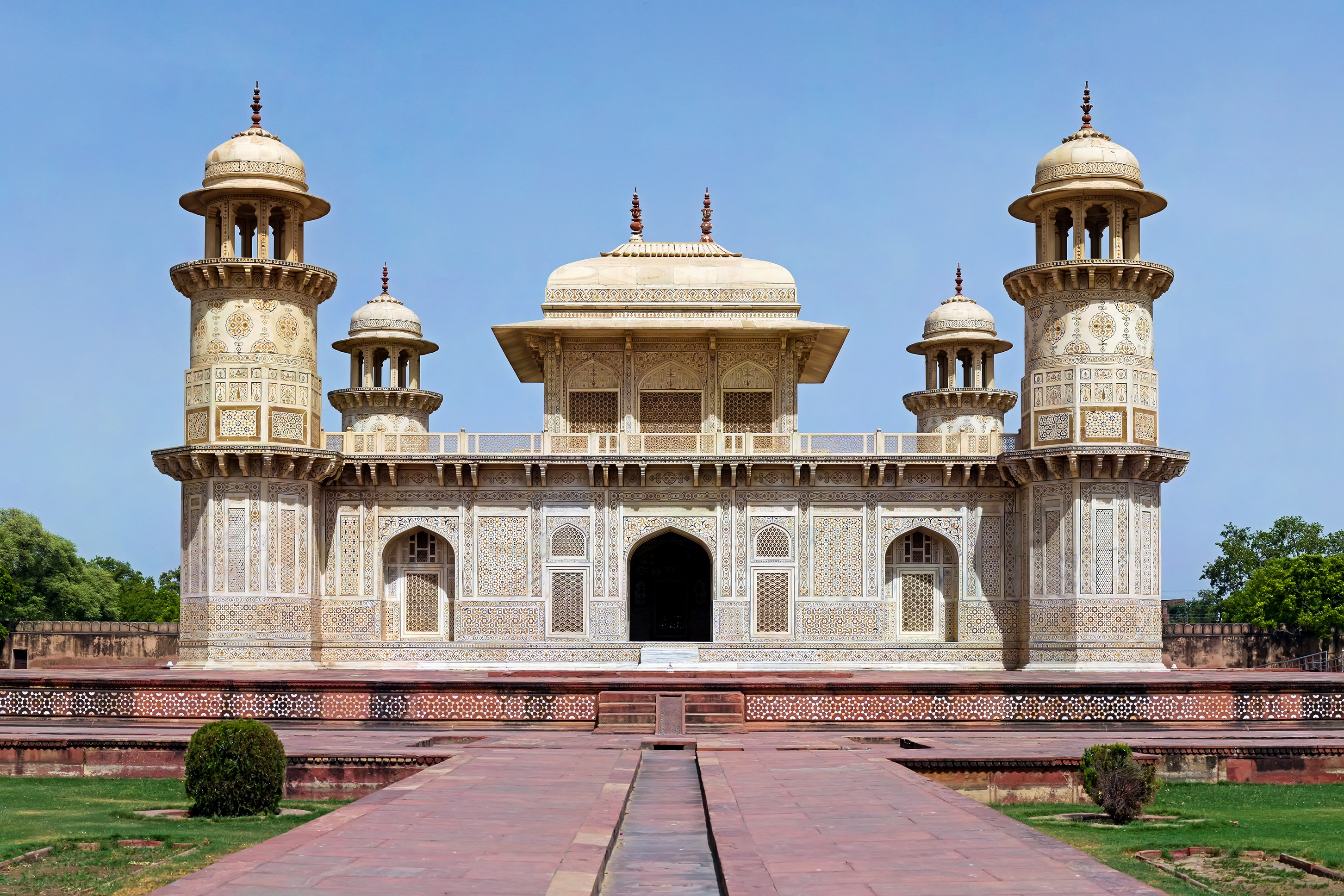
Могила Мирзы Гийас Бека в Агре

Гийас бег умер около Кангры в 1622 году, когда могольский император двигался в свою летнюю резиденцию в Кашмире. Его тело было доставлено обратно в Агру, где он был похоронен на правом берегу реки Джамна. Место его захоронения стоит до сих пор и известно как гробница Итимад-Уд-Даула.